# 院外闘争
院外闘争（いんがいとうそう）とは、政治団体が、議会ではない所で闘争（デモなど）を行うことを指す。
狭義では、大韓民国におけるそれを指し、国会で十分な議席を持つことができなかった政治団体が特定の政治議題に関して多数党との交渉をあきらめて、世論の支持を得るための時行下は場合が多い。成功した場合、議題に対する発言権が大きくなる。